# Universitat de Ghana
La Universitat de Ghana és la més antiga i gran de les tretze universitats ghaneses públiques. Va ser fundada el 1948 com el Col·legi d'Universitat de la Costa d'Or, i era al principi un col·legi afiliat a la Universitat de Londres, que va supervisar els seus programes acadèmics i va concedir graus. Finalment va guanyar l'estatus d'universitat plena i independent el 1961, i ara té gairebé 24,000 estudiants.L'èmfasi original estava en les arts liberals, les ciències socials, la ciència bàsica, l'agricultura, i la medicina, però el pla d'estudis va ser ampliat per a proporcionar més cursos de tecnologia, cursos de capacitació professionals i l'educació de postgrau.
La Universitat està ubicada a 12 quilòmetres al nord-est d'Acra.